# Lewis Allen
Lewis Allen, właśc. Alfred Lewis Allen (ur. 25 grudnia 1905 w Shropshire, zm. 3 maja 2000 w Kalifornii) – brytyjski reżyser telewizyjny i filmowy działający głównie w Stanach Zjednoczonych, reżyserował przede wszystkim seriale telewizyjne, m.in. niektóre odcinki Domku na prerii i Mission: Impossible oraz liczne odcinki Bonanzy.